# 奥尔德斯
奥尔德斯是西班牙加利西亚自治区拉科鲁尼亚省的一个市镇，下辖13个堂区。

## 地名
奥尔德斯在11世纪时的地名表记为“Ordines”，可能来自原始印欧语词根*er-，意为河流。它可能指附近的坦布雷河。

## 图集

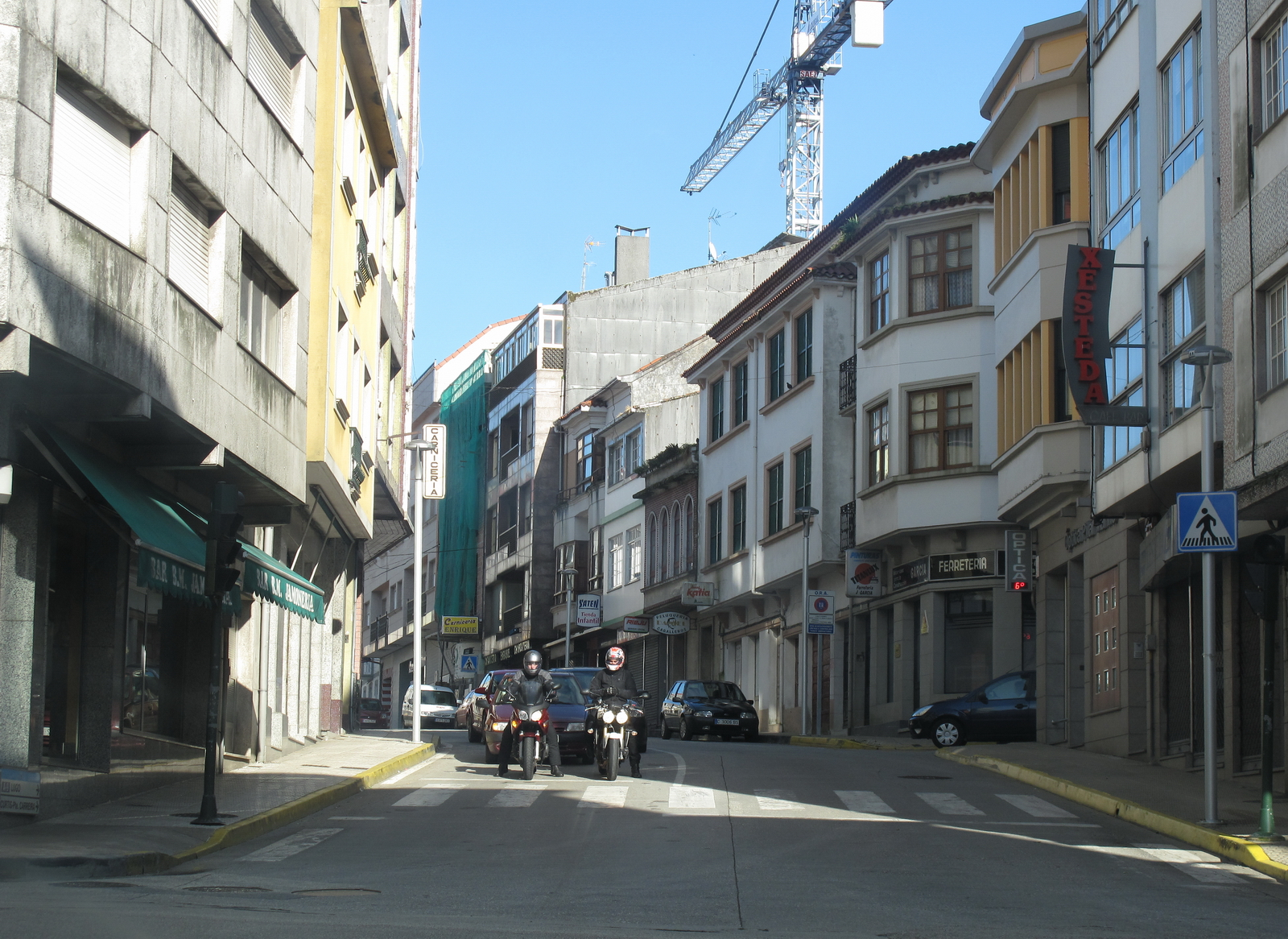
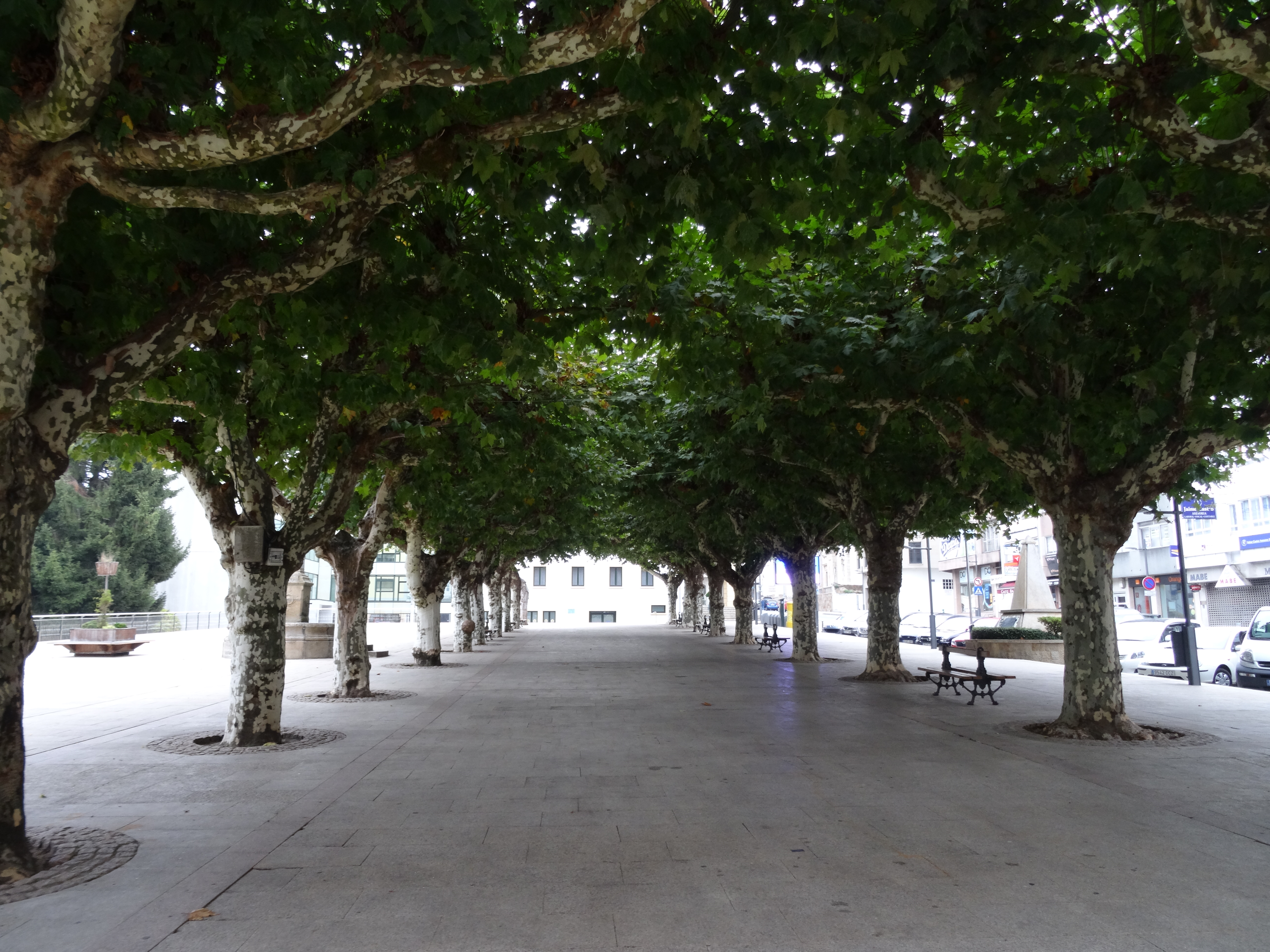

## 人口
| 奥尔德斯               |
|                        |
| 来源：西班牙国家统计局 |